# Persoonlijkheden in het Koninkrijk der Nederlanden in woord en beeld
Persoonlijkheden in het Koninkrijk der Nederlanden in woord en beeld (afgekort 'Persoonlijkheden') is een Nederlands naslagwerk, waarin korte biografieën van bekende en minder bekende Nederlanders zijn opgenomen. Het werd samengesteld door N. Japikse, geredigeerd door de biograaf en letterkundige H.P. van den Aardweg en ingeleid door de historicus Hajo Brugmans. 'Persoonlijkheden' verscheen in 1938 bij uitgeverij Van Holkema & Warendorf. 
Het boek, dat vijf kilo weegt, bevat op 1770 pagina's (inclusief het los bijliggende supplement) ruim 6000 biografieën van levende Nederlanders (ook voor een deel woonachtig in Nederlands-Indië), de meeste voorzien van een foto. Vooraan het boek vindt men de biografieën van de leden van het Koninklijk Huis. Veel van de beschrevenen zijn ondernemers. Naar verluidt kostte opname in 'Persoonlijkheden' geld, dat zal daarvan de oorzaak zijn geweest. De biografieën zijn weinig kritisch van aard.
Het boek is te vergelijken met de populaire Britse en Amerikaanse "Who is who". Opmerkelijk is dat van veel personen het complete huisadres wordt gegeven, en ook hobby's, namen van echtgenotes en kinderen worden genoemd, waardoor het boek tegenwoordig een belangrijke historische en genealogische bron is geworden.
Samen met de vergelijkbare boekwerken waarin de dragers van Nederlandse ridderorden werden opgesomd werd het boek door de Duitse bezetter gebruikt om de Nederlandse elite in kaart te brengen en gijzelaars te selecteren. 
Vanwege het gewicht van het boek en het gewichtige van de geportretteerden kreeg 'Persoonlijkheden' de ook nu nog algemeen gehanteerde oneerbiedige bijnaam 'Smoelenbijbel'. Het IISG zette de vele ondernemers die in het boek voorkomen bij wijze van documentatie online.